# ایدرین لایل
ایدرین لایل (انگلیسی: Adrienne Lyle؛ زادهٔ ۲ ژانویهٔ ۱۹۸۵) سوارکار اهل ایالات متحده آمریکا است.
وی در مسابقات کشوری و بین‌المللی در مجموع برندهٔ ۲ مدال نقره شده‌است.